# موصل فائق من النوع الثاني

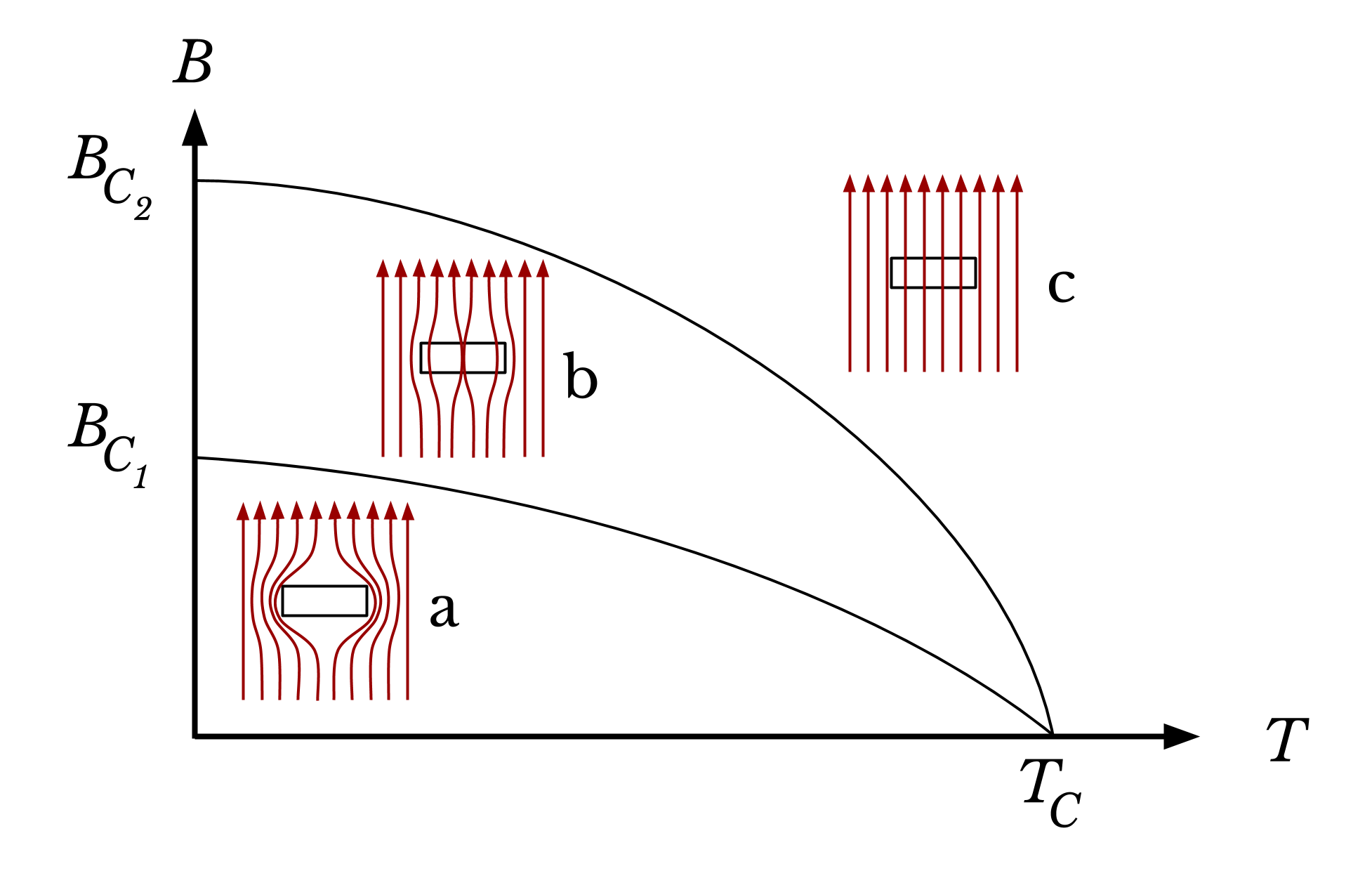
إظهار خواص موصلية فائقة مع اختلاف الحقل المغناطيسي ودرجة الحرارة. يظهر المخطط التدفق المغناطيسي B على شكل دالة لدرجة حرارة مطلقة T. حيث كثافات التدفق المغناطيسي الحرجة B_{C1} و B_{C2} ودرجة الحرارة الحرجة T_{C}؛ يظهر عند المناطق الدنيا من المخطط أن النوعين الأول I والثاني II يبديان تأثير مايسنر (a)؛ وفي المنطقة الوسطى حالة مختلطة (b) مع وجود الدوامات في الموصلات الفائقة من النوع الثاني؛ وفوق هذه المنطقة تختفي الخواص الموصلية الفائقة، وتصبح موصل عادي (c).

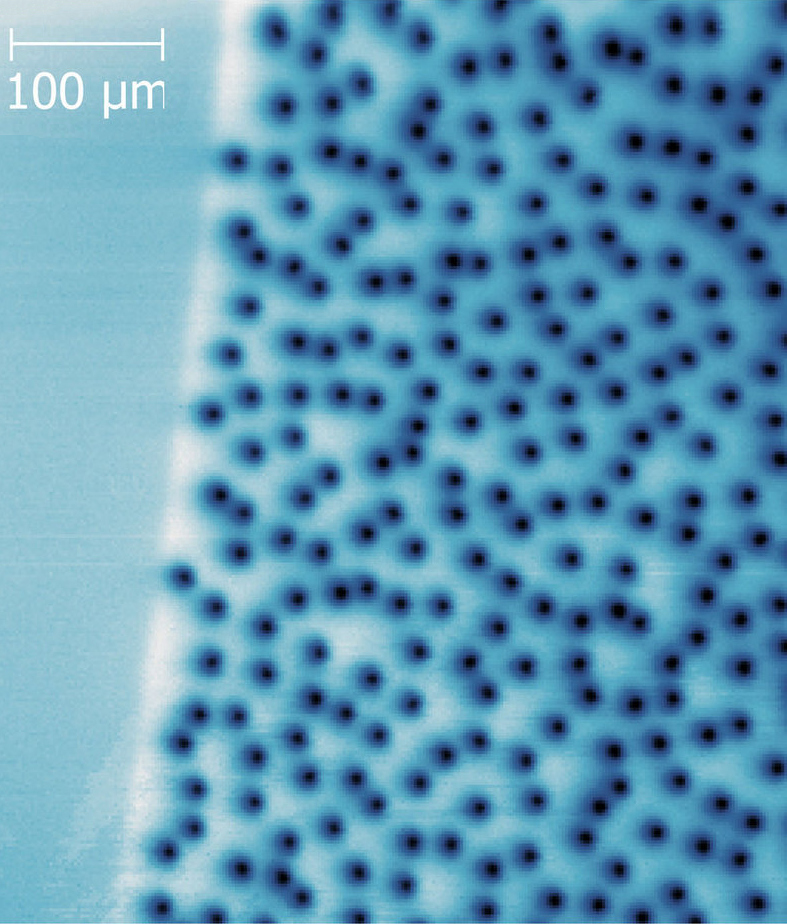
دوامة كمومية في رقاقة من أكسيد النحاس والباريوم والإتريوم (YBCO) سماكتها 200 نانومتر لقطت بواسطة مجهرية SQUID الماسحة.

الموصل الفائق من النوع الثاني (ملاحظة 1) هو موصل فائق يتميز بقدرته على الوجود في طور وسطي يجمع بين خواص الموصل العادي والموصل الفائق عند درجات حرارة معتدلة.
عند تعريض هذه المواد إلى حقول مغناطيسية خارجية تتشكل دوامات مغناطيسية من التيار الفائق داخل بنية هذه المواد، وتزداد كثافة هذه الدوامات مع ازدياد شدة الحقل المغناطيسي. تحدث هذه الخواص فوق عتبة حرجة دنيا من شدة الحقل المغناطيسي Hc1؛ ولكنها تحتفي عندما تزيد شدة الحقل المغناطيسي عن عتبة عليا Hc2. لا تبدي الموصلات الفائقة من النوع الثاني تأثير مايسنر بشكل كامل.